# Клайд Сефтон
Клайд Сефтон (англ. Clyde Sefton, 20 січня 1951) — австралійський велогонщик.
Срібний призер Олімпійських Ігор 1972 року в груповій шосейній гонці, учасник 1976 року.
Переможець Ігор Співдружності 1974 року в груповій шосейній гонці.